# Blind Faith
Blind Faith – brytyjska grupa blues-rockowa, powstała na bazie rozpadającego się Cream. Do Erica Claptona i Gingera Bakera dołączyli Steve Winwood (z Traffic) i Ric Grech (z Family). Choć ta efemeryczna grupa przetrwała zaledwie jeden sezon, wydając jeden album, jej działalność była ważnym etapem w rozwoju blues-rocka. Muzyka grupy była bogatsza brzmieniowo (instrumenty klawiszowe) od tej tworzonej przez jej poprzedniczkę - Cream. Według słów lidera Blind Faith, Erica Claptona, nowy kierunek zainspirowany został debiutem płytowym znanego kanadyjskiego zespołu The Band.

## Skład zespołu
- Ginger Baker – perkusja
- Eric Clapton – gitara, śpiew
- Steve Winwood – instrumenty klawiszowe, gitara, gitara basowa, śpiew
- Ric Grech – gitara basowa, skrzypce, śpiew

## Dyskografia
| Tytuł       | Dane dot. albumu                       | Pozycja na liście | Pozycja na liście | Pozycja na liście | Pozycja na liście | Certyfikat             |
| Tytuł       | Dane dot. albumu                       | USA               | UK                | NLD               | NOR               | Certyfikat             |
| ----------- | -------------------------------------- | ----------------- | ----------------- | ----------------- | ----------------- | ---------------------- |
| Blind Faith | - Data: lipiec 1969 - Wydawca: Polydor | 1                 | 1                 | 1                 | 1                 | - USA: platynowa płyta |